# Australian Broadcasting Corporation
«Australian Broadcasting Corporation» («Острейліан бродкастінг корпорейшен») або ABC — національна громадська мовна корпорацією Австралії. Із загальним бюджетом $ 1,18 млрд на рік, корпорація забезпечує телебачення, радіо, інтернет та послуги мобільного зв'язку на столичних і регіональних станціях Австралії, а також за кордоном через «Австралія-Нетворк» і «Радіо Австралії».

## Історія

### Запуск радіомовлення (1929—1956)
Заснована 1929 року як Австралійська мовна компанія (Australian Broadcasting Company), вона стала згодом державною корпорацією з 1 липня 1932 р., іменованою як Австралійська комісія з телебачення і радіомовлення (Australian Broadcasting Commission). В 1960-1970-і роки всі її радіостанції об'єднано в три, за якими закріпилися назви ABC Radio 1 (столична), ABC Radio 2 (раніше — ABC National program) (загальнонаціональна) і ABC Radio 3 (регіональна).

### Запуск телебачення іFM-радіомовлення(1956—1991)
5 листопада 1956 року ABC запустила телеканал ABC-TV. 19 січня 1975 року ABC через AM (пізніше переведена на FM) запустила радіостанцію 2JJ (пізніше — Triple J), 24 січня 1976 року через FM — радіостанцію ABC FM (пізніше — ABC Classic FM). Законом 1983 року назву компанії було змінено на колишню назву. Хоча вона фінансується і належить уряду, «ABC» залишається редакційно незалежною, відповідно до Закону 1983 року про Австралійську радіомовну корпорацію. ABC Radio 1 перейменовано на Metro Radio, ABC Radio 2 на ABC Radio National, ABC Radio 3 — ABC Regional Radio.

### Запуск супутникової платформи (від 1991 року)
1991 року ABC запустила телеканал ABC For Kids, в серпні 1994 року через AM і FM — радіостанцію ABC NewsRadio. 2001 року «ABC-TV» запустив свій цифровий сервіс. 2000 року — Metro Radio і ABC Regional Radio об'єднано в ABC Radio Local. 7 березня 2005 року ABC запустила телеканал ABC2, 4 грудня 2009 року — телеканал ABC Me, 22 липня 2010 року — ABC News 24.

## Телеканали і радіостанції

### Основні телеканали
- ABC

Доступний через ефірне цифрове (DVB-T) на ДМВ і аналогове (PAL) на ДМВ і МВ) на телеканалі 2.

### Спеціалізовані телеканали
- ABC2
- ABC3

Доступні через ефірне цифрове (DVB-T) на ДМВ), кабельне, супутникове телебачення і IPTV.

### Радіостанції
- ABC Radio National — загальна
- ABC Classic — культура
- Triple J — молодіжна
- ABC Local Radio — регіональна
- ABC NewsRadio — інформаційна

Доступні через ефірне радіомовлення (цифрове й аналогове на УКХ), ефірне телебачення (цифрове (DVB-T) на ДМХ), кабельне, супутникове телебачення і IPTV.

### Міжнародні радіостанції
- Radio Australia[en]

Доступна через супутникове телебачення та Інтернет, раніше через ефірне радіомовлення (аналогове на КХ).

### Спеціалізовані радіостанції
- Double J[en]
- ABC Jazz[en]
- ABC Country[en]

Доступні через ефірне радіомовлення (цифрове) і інтернет.

## Структура
Нижче наведено організаційну структуру Австралійської радіомовної корпорації.
| Секретаріат ABC                                  | Директор редакційної політики                       | Завідувач штатом                | Директор корпоративного розвитку            |                                                                     | Генеральний радник Роб Сімпсон | CEO Девід Пендлтон             |
| {\displaystyle \uparrow }                        | {\displaystyle \uparrow }                           | {\displaystyle \uparrow }       | {\displaystyle \uparrow }                   |                                                                     | {\displaystyle \uparrow }      | {\displaystyle \uparrow }      |
| Рада директорів ABC Керівний директор Марк Скотт |                                                     |                                 |                                             |                                                                     |                                |                                |
| {\displaystyle \downarrow }                      | {\displaystyle \downarrow }                         | {\displaystyle \downarrow }     | {\displaystyle \downarrow }                 | {\displaystyle \downarrow }                                         | {\displaystyle \downarrow }    | {\displaystyle \downarrow }    |
| Відділ інновацій Директор Іан Керрол             | Радіо — і регіональний контент Директор Кейт Дундас | Телебачення Директор Кім Делтон | Новини та поточні події Директор Кейт Торні | Правління та міжнародно-корпоративна стратегія Директор Мюррей Грін | Реклама Директор Лінлі Маршалл | Зв'язку Директор Майкл Міллітт |

Виробничі підрозділи
- Інтернет
- Реклама
- Оркестри

Нині є шість державних симфонічних оркестрів:
- - Симфонічний оркестр Аделаїди[en]
  - Мельбурнський симфонічний оркестр[en]
  - Сіднейський симфонічний оркестр[en]
  - Квінслендський симфонічний оркестр[en]
  - Тасманійський симфонічний оркестр[en]
  - Західно-Австралійський симфонічний оркестр[en]

## Програми
- ABC News — півгодинна інформаційна програма о 17.00 і 19.00
- ABC News at Noon[en] — годинна інформаційна програма 12.00
- News Breakfast[en] — ранкова програма
- ABC News Mornings — годинна інформаційна програма о 9.00